# Leonid Kogan

Leonid Kogan en Maria Callas

Leonid Borisovitsj Kogan (Russisch: Леонид Борисович Коган) (Jekaterinoslav, 14 november 1924 - Mytisjtsji, 17 november 1982) was een groots vioolvirtuoos en een van de grootste Russische violisten van de 20e eeuw. In 1951 won hij de prestigieuze Koningin Elisabethwedstrijd. 
Samen met David Oistrach kon hij worden beschouwd als een van de grootste karakteristieke personen in de Russische traditie van het vioolspel. Kogan meed publiciteit waardoor zijn carrière in de schaduw kwam te staan van zijn goede vriend Oistrach, die sterk werd gesteund door de Sovjet-autoriteiten. 

## Techniek
Kogan behoorde met zijn speeltechniek tot de besten van de wereld. Zijn moderne speelstijl was niet soepel te noemen. In het spel legde hij altijd veel kracht en passie, wat een agressief spel opleverde met snellere en purere vibrato's dan gewoonlijk. Kogan slaagde erin om ook hoger op de stok toon en volume te behouden. Dit gold ook voor de hoge posities. Door zijn rechterarmtechniek wist hij een geluid te creëren waarin de G-snaar niet onnodig dof en zacht klonk.

## De instrumenten
Kogan speelde op twee Guarneri del Gesù violen: 
- de ex-Colin uit 1726.
- de ex-Burmester uit 1733.

Hij speelde met Franse stokken gemaakt door Dominique Peccatte. Kogan heeft de instrumenten nooit zelf in zijn bezit gehad. Zij waren eigendom van de Sovjetautoriteiten. Hedendaags zijn de violen meer dan 4 miljoen Amerikaanse Dollars waard.
- Bibsys: 6074306
- Biblioteca Nacional de España: XX861401
- Bibliothèque nationale de France: cb13927080q (data)
- CiNii: DA11389429
- Gemeinsame Normdatei: 118991159
- International Standard Name Identifier: 0000 0000 8403 5454
- Library of Congress Control Number: n84012540
- Nationale Bibliotheek van Letland: 000198736
- MusicBrainz: 5e80e838-a498-4dfc-8cf5-57e647fe4a6e
- Nationale Bibliotheek van Tsjechië: js20020415010
- Nationale bibliotheek van Australië: 35677409
- Nationale Bibliotheek van Israël: 987007301138005171
- Nationale en Universitaire bibliotheek Zagreb: 000635530
- Nederlandse Thesaurus van Auteursnamen: 073869732
- Réseau des bibliothèques de Suisse occidentale: 02-A012326354
- Istituto Centrale per il Catalogo Unico: CFIV147310
- SNAC: w66n0pcf
- Système universitaire de documentation: 073994278
- Trove: 1038320
- Virtual International Authority File: 100337349
- WorldCat: E39PBJmxW7yt6wDJxvFx7bJxDq